# Laternaria incerta
Laternaria incerta är en insektsart som beskrevs av Schmidt 1923. Laternaria incerta ingår i släktet Laternaria och familjen lyktstritar. Inga underarter finns listade i Catalogue of Life.